# Österåkers församling, Strängnäs stift
Österåkers församling är en församling i Oppunda och Villåttinge kontrakt i Strängnäs stift. Församlingen ligger i Vingåkers kommun i Södermanlands län och ingår i Västra Vingåker och Österåkers pastorat.

## Administrativ historik
Församlingen har medeltida ursprung och utgjorde till 1962 ett eget pastorat förutom mellan 1550 och 27 februari 1561 då den var annexförsamling i pastoratet Julita och Österåker. Från 1962 till 1983 var den åter annexförsamling i pastoratet Julita och Österåker för att från 1983 vara annexförsamling i pastoratet Västra Vingåker och Österåker.

## Kyrkor
- Österåkers kyrka